# Dravý pták
Dravý pták je hypermasožravý druh ptáka, který loví a požírá jiné obratlovce (hlavně savce, plazy, také obojživelníky a menší ptáky). K hlavním znakům dravců patří hbitý rychlý let, výborný zrak, ostré drápy a pevný, ostrý a hákovitě zahnutý zobák uzpůsobený trhání kořisti. Typickými zástupci dravých ptáků jsou jestřábi, sokoli, orli, supi nebo sovy. V češtině může být termín dravý pták někdy zaměňován s pojmem dravec, který však označuje zástupce konkrétního řádu dravci (Accipitriformes)

## Systematika
Draví ptáci tvoří polyfyletickou skupinu v rámci kladu Telluraves, který vedle dravých ptáků zahrnuje i řadu jiných příbuzných nedravých ptáků, jako jsou pěvci, šplhavci a další. Následující fylogenetický strom představuje zjednoušené zobrazení kladu Telluraves, kde jsou řády dravých ptáků zobrazeny tučným písmem.
|  | Dravci (Accipitriformes) |
|  |                          |
|  | Kondoři (Cathartiformes) |
|  |                          |

|  | Sovy (Strigiformes)                                        |
|  |                                                            |
|  | Coraciimorphae (myšáci, kuroli, zoborožci, šplhavci apod.) |
|  |                                                            |

|  | Dravci (Accipitriformes) |
|  |                          |
|  | Kondoři (Cathartiformes) |
|  |                          |

|  | Sovy (Strigiformes)                                        |
|  |                                                            |
|  | Coraciimorphae (myšáci, kuroli, zoborožci, šplhavci apod.) |
|  |                                                            |

|                  | Seriemy (Cariamiformes)                                                                        |
|                  |                                                                                                |
| Eufalconimorphae | \| \| Sokoli (Falconiformes) \| \| \| \| \| \| Psittacopasserae (papoušci a pěvci) \| \| \| \| |
|                  | \| \| Sokoli (Falconiformes) \| \| \| \| \| \| Psittacopasserae (papoušci a pěvci) \| \| \| \| |
|                  | Sokoli (Falconiformes)                                                                         |
|                  |                                                                                                |
|                  | Psittacopasserae (papoušci a pěvci)                                                            |
|                  |                                                                                                |

|  | Sokoli (Falconiformes)              |
|  |                                     |
|  | Psittacopasserae (papoušci a pěvci) |
|  |                                     |

|  | Dravci (Accipitriformes) |
|  |                          |
|  | Kondoři (Cathartiformes) |
|  |                          |

|  | Sovy (Strigiformes)                                        |
|  |                                                            |
|  | Coraciimorphae (myšáci, kuroli, zoborožci, šplhavci apod.) |
|  |                                                            |

|  | Dravci (Accipitriformes) |
|  |                          |
|  | Kondoři (Cathartiformes) |
|  |                          |

|  | Sovy (Strigiformes)                                        |
|  |                                                            |
|  | Coraciimorphae (myšáci, kuroli, zoborožci, šplhavci apod.) |
|  |                                                            |

|                  | Seriemy (Cariamiformes)                                                                        |
|                  |                                                                                                |
| Eufalconimorphae | \| \| Sokoli (Falconiformes) \| \| \| \| \| \| Psittacopasserae (papoušci a pěvci) \| \| \| \| |
|                  | \| \| Sokoli (Falconiformes) \| \| \| \| \| \| Psittacopasserae (papoušci a pěvci) \| \| \| \| |
|                  | Sokoli (Falconiformes)                                                                         |
|                  |                                                                                                |
|                  | Psittacopasserae (papoušci a pěvci)                                                            |
|                  |                                                                                                |

|  | Sokoli (Falconiformes)              |
|  |                                     |
|  | Psittacopasserae (papoušci a pěvci) |
|  |                                     |